# Ceraclea fulva
Ceraclea fulva là một loài Trichoptera trong họ Leptoceridae. Chúng phân bố ở miền Cổ bắc.